# Закрите акціонерне товариство
Закрите акціонерне товариство (ЗАТ) — організаційно-правова форма юридичної особи, в якій в Україні створювались приватні акціонерні товариства в період з 1 жовтня 1991 р. до 30 квітня 2009 р. Протягом двох років (з 30 квітня 2009 р. до 30 квітня 2011 р.) закриті акціонерні товариства в Україні повинні були змінити організаційно-правову форму на публічне або приватне акціонерне товариство.
За термінологією країн Європи та США закрите акціонерне товариство класифікується як «приватна компанія».